# Hall of Sermon
Hall of Sermon je hudební vydavatelství založené roku 1991 Tilo Wolffem.
Hall of Sermon bylo založeno Tilo Wolffem jako nezávislé vydavatelství.Hlavním důvodem ke vzniku tohoto vydavatelství bylo naprosto umělecky volné a ničím neomezované vedení vlastní skupiny Lacrimosa. Toto vydavatelství vydalo všechny dosavadní alba skupiny Lacrimosa.
Brzy tato mladá společnost nabídla možnost neomezeného hudebního vývoje i ostatním skupinám. Vydavatelství klade velký důraz na kvalitu a to hlavně co se textů týče.
Do roku 2001 Tilo Wolff, Anne Nurmi a jejich tým zaštitovali několik umělců, kteří jsou uvedeni níže.

## Skupiny, jimž Hall of Sermon vydávalo či vydává alba
- Lacrimosa
- Artrosis
- Dreams of Sanity
- The Gallery
- Snakeskin
- The Breath of Life
- Evergrey
- Girls Under Glass
- Love Like Blood